# Gens Calpurnia
La gens Calpurnia fu una gens plebea della Repubblica romana. Le famiglie che ne fecero parte durante la Repubblica furono i Bestia (Bestia), i Bibulo (Bibulus, "bevitore"), i Fiamma (Flamma) e i Pisone (Piso, "mortaio"); alcuni dei Pisone hanno l'agnomen Cesonino o Cesonio (Caesoninus, probabilmente perché adottato da un Caesonius) e Frugi (Frugi).
Gli appartenenti alla gens Calpurnia affermavano di discendere da Calpus, terzo dei quattro figli del secondo re di Roma, Numa Pompilio; per questo motivo la testa di Numa è raffigurata su alcune monete coniate da questa gens. Non ci sono menzioni dei Calpurnii fino all'epoca della prima guerra punica; il primo di loro a ottenere il consolato fu Gaio Calpurnio Pisone, nel 180 a.C., e da questo momento giunsero più volte alla massima carica, in particolare con il ramo dei Pisoni.
Calpurnia, la quarta moglie di Cesare, apparteneva alla famiglia dei Pisoni.

## Membri illustri
- Gaio Calpurnio Pisone, console nel 180 a.C.;
- Lucio Calpurnio Pisone Cesonino, console nel 148 a.C.;
- Gneo Calpurnio Pisone, console nel 139 a.C.;
- Quinto Calpurnio Pisone, console nel 135 a.C.;
- Lucio Calpurnio Pisone Frugi, console nel 133 a.C.;
- Lucio Calpurnio Pisone Cesonino, console nel 112 a.C.;
- Lucio Calpurnio Pisone Frugi, pretore nel 112 a.C.;[3]
- Lucio Calpurnio Bestia, console nel 111 a.C.;
- Gaio Calpurnio Pisone, console nel 67 a.C.;
- Marco Calpurnio Bibulo, console nel 59 a.C. (con Cesare);
- Lucio Calpurnio Pisone Cesonino, console nel 58 a.C. e suocero di Giulio Cesare;
- Lucio Calpurnio Pisone, console suffectus nel 33 a.C.;
- Lucio Calpurnio Pisone, console nel 15 a.C.;
- Gneo Calpurnio Pisone, console nel 7 a.C.;
- Lucio Calpurnio Pisone, console nell'1 a.C.;
- Lucio Calpurnio Pisone, console nel 27 d.C.;
- Gaio Calpurnio Pisone, console nel 41 d.C., promotore della fallita congiura contro Nerone nel 65
- Lucio Calpurnio Pisone, console nel 57 d.C.;
- Lucio Calpurnio Pisone, console nel 175 d.C.:
- Lucio Calpurnio Pisone Frugi, usurpatore durante l'impero di Gallieno.